# Maigret et la Jeune Morte
Pour les articles homonymes, voir La Jeune Morte (homonymie).
Maigret et la Jeune Morte est un roman policier de Georges Simenon publié par les Presses de la Cité en 1954. Il fait partie de la série des Maigret.
L'écriture de ce roman s'est déroulée du 11 au 18 janvier 1954 dans la propriété de Shadow Rock Farm, Lakeville (Connecticut), États-Unis, appartenant à l'auteur, soit à quelque 5 500 km de Paris où se déroule l'action,,.

## Résumé
Le cadavre d’une jeune fille en robe de soirée est découvert place de Vintimille. Maigret pense initialement à une entraîneuse de cabaret. Mais lorsqu’il pose la question d'éventuelles relations sexuelles au docteur Paul, qui a procédé à l’autopsie à l’Institut médico-légal, la réponse est surprenante : c’est un non catégorique, « parce que cette fille-là n’a jamais couché avec personne ! ». Dès lors, très intrigué par le malheureux destin de la jeune fille, Maigret prend l’affaire en main, provoquant le mécontentement évident de Lognon : cet inspecteur rattaché au quartier, bien connu par ses complexes d’infériorité et de persécution, dit "le malgracieux", devra une nouvelle fois s’atteler à des tâches secondaires. 
Maigret, suivant sa méthode, entre en empathie avec la jeune morte, reconstituant peu à peu son parcours et parvient à l’identifier : il s’agit de Louise Laboine, d’origine niçoise. Dès 16 ans, la jeune fille a tenté sa chance à Paris ; dans le train qui l’emmenait vers la capitale, elle a fait la connaissance de Jeanine Armenieu, Lyonnaise décidée, elle aussi, à vivre sa vie.
À Paris, tandis que Jeanine, jeune fille délurée, réussissait et parvenait à se faire ouvrir les portes de la haute société, Louise, introvertie, végétait et vivait le plus souvent aux crochets de son amie. Celle-ci a mis fin à cette situation en partant du meublé de la rue de Ponthieu où elles habitaient. Dès lors, Louise a commencé son naufrage : foncièrement honnête et de moralité irréprochable, elle a quitté l’appartement et a sombré dans la misère. Lorsqu’elle a appris que son ancienne amie allait faire un mariage avantageux avec Marco Santoni, fils d’une famille italienne fortunée, elle a cherché à la revoir à l’occasion d’une soirée mondaine – c’est pour cela, d’ailleurs, qu’elle avait loué une robe de soirée. Jeanine lui a donné un peu d’argent, ainsi qu’une lettre adressée à son nom, mais remise auparavant par la concierge de l’immeuble de la rue de Ponthieu, qui ignorait le nouveau domicile de Louise. Cette lettre lui a été laissée par un Américain dénommé Jimmy O’Malley. 
Ce dernier a été le complice du père de Louise, Julius Van Cram, escroc international que la jeune fille n’a jamais connu. Avant sa mort dans un pénitencier américain, Van Cram a demandé à O’Malley de dire à Louise comment elle pourrait entrer en possession de l’argent qu’il a accumulé dans sa vie d’escroc. O’Malley, qui n’a pu retrouver Louise, a déposé pour elle un message dans un bar louche de la rue de l’Étoile. C’est là qu’elle s’est rendue le soir du meurtre, mais le message avait été intercepté par le patron du bar, Falconi, et les nommés Bianchi et « Le Tatoué », individus peu scrupuleux, qui ont profité de la situation. Pour se procurer « l’héritage » à la place de Louise, ces deux truands ont essayé de lui dérober son sac dans lequel se trouvaient la lettre et ses papiers – la chaînette de son sac étant enroulée autour de son poignet, elle s’est défendue, mais a succombé aux coups de matraque donnés par les deux malfrats.
L’enquête finie, Maigret s’interroge sur le destin brisé de la jeune morte : « Et si elle était passée à temps pour que la lettre lui soit remise en mains propres ? Serait-elle allée en Amérique ? Qu’aurait-elle fait, ensuite, des cent mille dollars de l’héritage ? ».

## Aspect particulier du roman
Maigret, sensible à tous les détails, reconstitue peu à peu la vie de la victime, mais aussi sa personnalité. C’est grâce à cet élément qu’il retrouvera les coupables. Parallèlement à Maigret, Lognon mène son enquête avec opiniâtreté, mais échoue parce qu’il ne s’est guère intéressé au comportement de la jeune fille.

## Fiche signalétique de l'ouvrage

### Cadre spatio-temporel

#### Espace
Nombreux lieux de Paris :

Place de Vintimille (lieu de découverte du corps), rue de Clichy, rue du Chemin-Vert, rue de Ponthieu, rue de l'Étoile.
 Quelques références à Nice ou vit la mère de la victime.

#### Temps
Époque contemporaine ; l’enquête dure trois jours et se déroule en mars.

### Les personnages

#### Personnages principaux
- Le commissaire Jules Maigret
- Louise Laboine, la victime, sans profession, célibataire, 20 ans.

#### Autres personnages
- Lognon, dit le Malgracieux, inspecteur de police du deuxième quartier
- Jeanne Santoni, dite Jeannine, née Armenieu, a vécu trois ans et demi avec la victime, 22 ans
- Germaine Laboine, mère de la victime, la soixantaine

## Éditions
- Édition originale : Presses de la Cité, 1954
- Tout Simenon, tome 7, Omnibus, 2002  (ISBN 978-2-258-06048-7)
- Livre de Poche, no 14240, 2003  (ISBN 978-2-253-14240-9)
- Tout Maigret, tome 6, Omnibus, 2019  (ISBN 978-2-258-15047-8)
- Livre audio lu par Antoine Dulery, Audible, 2020[10].

## Adaptations
- 1959 : Maigret and the Lost Life, téléfilm anglais de Gilchrist Calder, dans une réalisation de Campbell Logan, avec Basil Sydney (Commissaire Maigret)
- 1963 : The Lost Life, téléfilm anglais de Campbell Logan, avec Rupert Davies (Commissaire Maigret)
- 1966 : Maigret en de blauwe avondjurk, téléfilm néerlandais avec Jan Teulings
- 1973 : Maigret et la Jeune Morte (voir en ligne), téléfilm français de Claude Boissol, avec Jean Richard (Commissaire Maigret), Éléonore Hirt (Mme Crémieux), Ginette Leclerc (Irène)[11]
- 2022 : Maigret, film français de Patrice Leconte, avec Gérard Depardieu est une libre adaptation du roman[12]

## Source
- Maurice Piron, Michel Lemoine, L'Univers de Simenon, guide des romans et nouvelles (1931-1972) de Georges Simenon, Presses de la Cité, 1983, p. 344-345  (ISBN 978-2-258-01152-6)